# Juan Cerón
Juan Cerón   (Écija, segle XV - segle XVI) fou un conquistador espanyol i el segon i quart governador (període 1509-1512) de Puerto Rico quan l'illa era encara anomenada San Juan Bautista.
El llegat de Cerón en la història de l'illa és contaminat per les rivalitats entre Nicolás de Ovando i el fill de Cristòfor Colom, Diego Colón Moniz. Quan Colón va recuperar la possessió del títol del seu pare d'«Almirall dels Mars» i la governació de Hispaniola, el 1509, va enviar a Cerón a Puerto Rico amb el títol d'Alcalde Mayor per reemplaçar el favorit d'Ovando, Juan Ponce de León. Ponce de León acabava de començar la conquesta de Puerto Rico l'any 1508, i la seva substitució va produir molta dissensió entre el pocs colons. Ovando va defensar Ponce de León a Madrid i la Corona li va conferir el títol de Capità General i Governador de San Juan Bautista. Però el 1511, degut a la pressió de Colón, Cerón fou anomenat governador i Ponce de León va marxar per anar a la seva primera aventura a Florida.
La governació de Cerón no va acabar bè, degut a la seva gestió del repartimiento dels indis, i la Corona el va substiuïr a mitjans de 1512 anomenant Rodrigo de Moscoso com a governador.